# ویلیان (بازیکن فوتبال، زاده ۱۹۸۳)
ویلیان خاویر باربوسا (به پرتغالی: Willian Xavier Barbosa) مهاجم اهل برزیل است که در شهر کامپوگرانده و در تاریخ ۲۲ سپتامبر ۱۹۸۳ به دنیا آمده‌است.
ویلیان خاویر باربوسا در تیم‌های فوتبال Comercial (MS) سابقهٔ حضور دارد.